# Srbeč
Srbeč är en ort i Tjeckien.   Den ligger i regionen Mellersta Böhmen, i den nordvästra delen av landet, 40 km väster om huvudstaden Prag. Srbeč ligger 327 meter över havet och antalet invånare är 284.
Terrängen runt Srbeč är platt åt sydost, men åt nordväst är den kuperad. Srbeč ligger nere i en dal. Runt Srbeč är det tätbefolkat, med 286 invånare per kvadratkilometer. Närmaste större samhälle är Kladno, 17,8 km sydost om Srbeč. Trakten runt Srbeč består till största delen av jordbruksmark.